# Eupithecia scoriodes
Eupithecia scoriodes,là một loài bướm đêm thuộc họ Geometridae. Nó là loài đặc hữu của Maui.